# استیو کرل
استیون جان «استیو» کارول (به انگلیسی: Steven John "Steve" Carell) (زادهٔ ۱۶ اوت ۱۹۶۲) کمدین، بازیگر، تهیه‌کننده، فیلم‌نامه‌نویس، صداگذار و کارگردان آمریکایی است. از فیلم‌های او می‌توان به باکره چهل‌ ساله (۲۰۰۵)، میس سان‌شاین کوچولو (۲۰۰۷) و دن در زندگی واقعی (۲۰۰۷)، اشاره کرد. استیو کرل در عرصه صداگذاری هم شهرت بسیاری دارد. همچنین او صداپیشه شخصیت گرو در فرنچایز من نفرت‌انگیز مورد استقبال مخاطبان قرار گرفت.
استیو کرل از سوی مجله لایف به عنوان نامزد کمدی‌ترین چهره آمریکا معرفی شده بود. وی همچنین موفق به دریافت جایزه گلدن گلوب برای بهترین بازیگر مرد در سریال‌های کمدی تلویزیون بخاطر بازی در سریال اداره در سال ۲۰۰۶ شد.

## دوران جوانی
استیو کوچکترین فرزند خانواده در بین چهار برادرش است. او متولد شهر کونکورد، ماساچوست است ولی دوران کودکی‌اش را در شهری دیگر، اکتن می‌گذراند. پدرش ادوین کرل، مهندس برق و مادرش پرستار روان‌پزشکی بود. استیو کرل همچنین یک مسیحی کاتولیک است.
در دبیرستان کرل عضو تیم هاکی روی یخ بوده و در دوران دانشگاه گرایش به بازیگری داشته. وی دانش‌اموخته دانشگاه دنسن در اوهایو است.

## کار

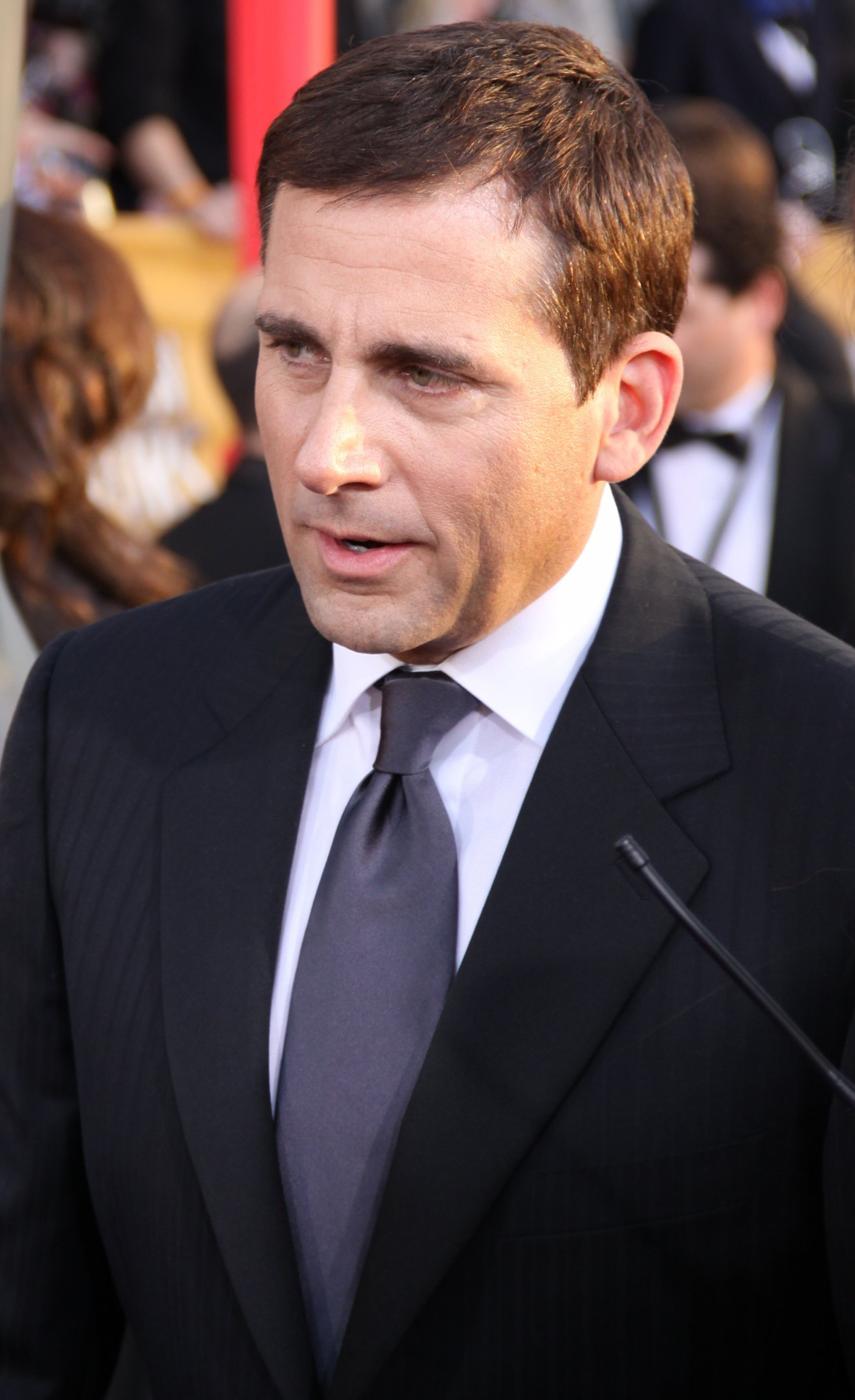
استیو کارل در مراسم Screen Actors Guild Awards در Shrine Auditorium در ۲۳ ژانویه ۲۰۱۰.

### شروع به کار
استیو کرل طی مصاحبه‌ای در سال ۲۰۰۶ اعلام کرد پیش از شروع بازیگری به شکل جدی، به عنوان پستچی در لیتلتون، ماساچوست کار می‌کرده که البته ۶ ماه بعد بخاطر گلایه‌های رئیسش و اینکه به او گفته بود که شخص مناسبی برای پستچی بودن نیست و نیاز دارد که کمی سریع‌تر کار کند، از این کار استعفا داد. از اینجا بود که او وارد گروه‌های مختلف نمایشی شد.

### سریال آفیس (The Office)
در سال ۲۰۰۵ استیو کرل با امضای قراردادی با شبکه ان‌بی‌سی به بازیگران مجموعهٔ تلویزیونی آفیس (The Office) پیوست. او در این فیلم نقش «مایکل اسکات» را که یک مدیر عجیب بود. بخاطر بازی در این سریال، کرل برنده یک جایزه گولدن گلوب و نامزد ۶ جایزه امی شد.

در مورد دستمزد وی نیز گفته می‌شود تقریباً برای هر قسمت از سریال در فصل سوم، دستمزدی حدود ۱۷۵٫۰۰۰ دلار دریافت می‌کرد. این رقم ۲ برابر حقوقی بود که کرل برای فصل قبلی همین سریال دریافت می‌کرد.

### بازیگری سینما
اولین فیلم موفقی که کرل در آن به ایفای نقش پرداخت، فیلم باکره چهل ساله بود. در کنار بازیگری یکی از نویسنده‌های فیلم نیز بود. فروش بالای فیلم باعث شد استیو کرل به یکی از بازیگران مشهور کمدی تبدیل شود. بخاطر بازی در این فیلم استیو برنده جایزه سینمایی ام‌تی‌وی شد.
فیلم بعدی وی افسون‌شده بود. در این فیلم او با نیکول کیدمن و ویل فرل هم‌بازی بود. کمی بعد وارد عرصه صداگذاری نیز شده و در فیلم آن‌سوی پرچین به صداگذاری پرداخت. فیلم بعدی وی، فیلم مشهور کمدی میس سان‌شاین کوچولو بود که کرل در آن به عنوان شخصی که اختلالات روانی دارد نقش‌آفرینی کرد.

## زندگی شخصی

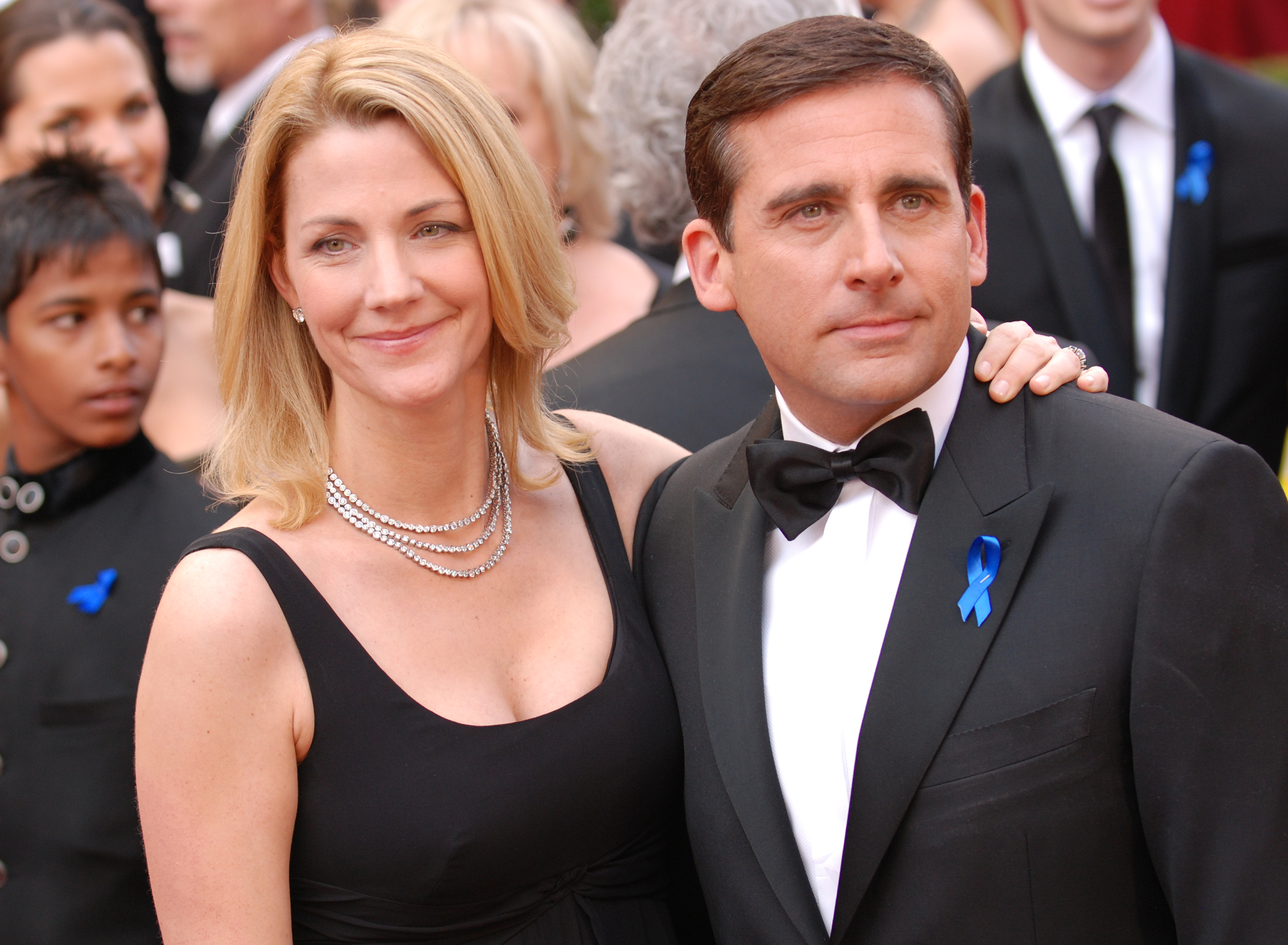
استیو و همسرش نانسی

همسر استیو، ستاره ساتردی نایت لایو، نانسی کرل است. این دو با هم در یک کلاس آشنا شدند، استیو معلم کلاس بوده و نانسی یکی از شاگردانش. استیو و نانسی صاحب ۲ فرزند به نام‌های «الیزابت ان» (متولد ۲۰۰۱) و «جان» (متولد ۲۰۰۴) هستند. از دیگر فعالیت‌های آنان می‌توان به مالکیت فروشگاه کوچکی نیز در شهر مارشفیلد هیلز در ایالت ماساچوست اشاره کرد.
در کنار زندگی مشترک و مدیریت فروشگاه، این زوج در فیلم‌هایی نیز به نقش آفرینی در کنار یکدیگر پرداخته‌اند که از آن جمله می‌توان به سریال «اداره» یا فیلم «باکره آمریکایی چهل ساله» اشاره نمود. در سال ۲۰۱۱ استیو کرل با درآمد ۱۷٫۵ میلیون دلاری در جایگاه سی‌ویکمین بازیگرهای هالیوودی قرار گرفت که بیشترین میزان حقوق را دریافت می‌کردند.

## فیلم‌شناسی
- اداره (۲۰۰۵-۲۰۱۳)
- سوی موفرفری (۱۹۹۱)
- فردا شب (۱۹۹۸)
- بروس قدرتمند (۲۰۰۳)
- گوینده: افسانه ران برگندی (۲۰۰۴)
- بیدار شو ران برگندی: فیلم گمشده (۲۰۰۴)
- مهمانی (۲۰۰۴)
- ملیندا و ملیندا (۲۰۰۵)
- افسونگر (۲۰۰۵)
- باکره چهل ساله (۲۰۰۵)
- آن سوی پرچین (۲۰۰۶)
- میس سان‌شاین کوچولو (۲۰۰۶)
- ایوان قادر مطلق (۲۰۰۷)
- داستان‌های آمریکا (۲۰۰۷)
- باردار (۲۰۰۷)
- دن در زندگی واقعی (۲۰۰۷)
- هورتون صدایی می‌شنود (۲۰۰۸)
- اسمارت را بگیر (۲۰۰۸)
- شب قرار (۲۰۱۰)
- من نفرت‌انگیز (۲۰۱۰)
- شام برای احمق‌ها (۲۰۱۰)
- دیوانه‌وار، احمقانه، عشق (۲۰۱۱)
- جستجوی دوستی برای آخرالزمان (۲۰۱۲)
- آسفالت (۲۰۱۲)
- امید می‌روید (۲۰۱۲)
- برت وانداستون باورنکردنی (۲۰۱۳)
- راه، راه بازگشت (۲۰۱۳)
- من نفرت‌انگیز ۲ (۲۰۱۳)
- گوینده ۲: افسانه ادامه دارد (۲۰۱۳)
- فاکس‌کچر (۲۰۱۴)
- همسایه‌ها (۲۰۱۴)
- آسفالت ۲ (۲۰۱۴)
- الکساندر و روز وحشتناک (۲۰۱۴)
- مینیون‌ها (۲۰۱۵)
- رکود بزرگ (۲۰۱۵)
- کافه سوسایتی (۲۰۱۶)
- من نفرت‌انگیز ۳ (۲۰۱۷)
- نبرد دو جنس (۲۰۱۷)
- اهتزاز آخرین پرچم (۲۰۱۷)
- پسر زیبا (۲۰۱۸)
- معاون (۲۰۱۸)
- به مارون خوش آمدید (۲۰۱۸)
- سرسخت (۲۰۲۰)
- من نفرت‌انگیز ۴ (۲۰۲۴)
- نیروی فضایی (۲۰۲۱-۲۰۲۲)
- بیمار (۲۰۲۲)

## پیوندها
- استیو کرل[پیوند مرده] در بانک اطلاعات اینترنتی فیلم‌ها
- وب‌گاه رسمی فروشگاه استیو کرل و همسرش